# ローイングエルゴメーター
ローイングエルゴメーター（英: rowing ergometer）またはエルゴ（英: ergo）、インドアローワー（英: indoor rower）はローイング競技（ボート競技）の水上での動きを陸上のトレーニングで再現し、漕手の漕力を測定するための器具である。
エルゴは現在それ自体がスポーツとしても確立しており、世界中でマシンローイング大会が開催されている。
現代のエルゴでは行われた仕事の量を測定することができ、運動を通しての消費エネルギー量も算出される。
なお、インドアローワーという語はエルゴを使う漕手そのものを指すこともある。

## 歴史
紀元前4世紀にアテネの海軍大将であったカブリアスが補助的な軍の訓練器具として初めて陸上用漕艇器具を導入した。チャブリアスは「不慣れな漕手を鍛えるためにチャブリアスは木製のボートの型を岸に設置しそこで初心者が実際にボートに乗る前に漕ぐ技術やタイミングを身に付けさせた」という。
初期のエルゴは19世紀半ばから存在し、WBカーティスが1872年に特定の水力式ダンパー設計の特許を取得している。線形空気抵抗を用いた器具は1900年前後に普及し、その中で人気だったのがロードアイランド州で1900年から1960年に製造された周囲が水に囲まれたタイプのエルゴである。しかしながらそれは実際の漕ぎを正確に再現することも漕力を正確に測定することも実現してはいなかった。
1950年から60年代では多くの国の競技指導者が特別に作られたエルゴを練習に用いはじめ漕力の測定を改善した。初期の型の一つには、後にニューサウスウェールズ大学で機械工学の教授となる、シドニーのライカートボートクラブのジョン・ハリソンが開発した、大きく重い個体の鉄のホイールを機械的な摩擦源としてブレーキとして組み込んだものがある。ハリソンはオーストラリア短距離漕艇選手権で同率首位となり舵手なしフォアでメルボルンオリンピックに出場し、そこで偶然現代運動生理学の父でありライカートモルモッツというチームのコーチでもあるフランク・コットン教授と対面した。コットン教授は以前より体力を使わせることで潜在する漕手の漕力を正確に測定する基本的な摩擦式エルゴを作り上げてきていた。ハリソンはそのエルゴの大きなホイールに取り付けられていた非吸収的ブレーキ素材を用いたブレーキの重要性に気づいた。このデザイン（モルモッツのメンバーであったテッド・カーテンが作り上げた）の利点は事実上、取り巻く空気の湿気や温度といった正確な測定を妨げる要因を除外できたことにあった。ハリソン=コットンの生んだエルゴはまさに人間の漕力の正確な評価を可能とした最初のもので、その計算の正確性は誤差が今日の改良されたモデルと比べ1%以下であるほどである。この摩擦式ブレーキは漕手の体重に応じてボートをこぐ能力の正確な評価を与えるように調整されていた（オールを引くのにかかる力は漕手の体重に比例している）。ハリソン式の器具の劣化版は数か国で生産され、より小さいホイールや湿気に敏感な革製の持ち手、そして比較的大きなブレーキ部分に起因してハリソン式のものと比べ漕力評価の正確性は劣った。体重調整機能は当時の漕手たちにとって不人気であった。現代アスリートの筋力測定の父と言えるハリソンは2012年2月に逝去した。
1970年代には、ノルウェーで大きなホイールの縁に革ひもをまくことによる摩擦ブレーキを用いたイエッシング=ニルソン式エルゴが生まれた。このエルゴでは革ひもに体重をかけることで摩擦を調整できるように計算されており、ハンドルから出たひもはさまざまな半径のらせん状の滑車を通り、それによってストロークを通してオールの角度などを変えてオールのギアを機械的に変えるのと似た方法でギアやハンドルのスピードを調整する。
このエルゴは長年にわたり国際標準モデルとして受け入れられていた。
世界初の空気抵抗型エルゴはRepco社により1980年付近に発明された。
Concept2は1980年にドライツイッヒアッカー兄弟が発明した。初めのモデルAは空気抵抗のためにフィンの付いた自転車のホイールを用いたフレーム固定スライディングシート設計であった。続くモデルBは1986年に発売され、固いキャストホイール（現在は枠により覆われている）と革命的な世界初のデジタルパフォーマンスモニターを搭載していた。このモデルの楽な移動性に組み合わされた正確な測定能力により陸上漕艇というスポーツが生まれ、水上漕艇の練習と選手選考に革命を起こした。その後のモデルC(1993)とモデルD(2003)は運動器具のベストセラーとなった。

## 設計
全てのエルゴの設計はチェーンとハンドルに繋がれたエネルギーダンパーまたはブレーキ構造からなっている。ストレッチャー（漕手が足を置くところ）はエネルギーダンパーとして同じ高さに取り付けられている。ほとんどの型はシートか構造そのもののいずれかが乗ってスライドするためのレールを持つ。エルゴはその種類によって異なるさまざまなレイアウトとダンパー構造を持ち、その各々が何らかの長所と短所を持ち合わせている。
デジタルディスプレーの付いたエルゴは使用者の漕力をストローク中のホイールの回転速度の測定とリカバリー中の減速ペースの記録により計測する。これとフライホイールの慣性モーメント を用いて、内蔵のコンピューターが速度、漕力、漕距離、消費エネルギーの計測が可能となる。ソフトウェアによりパソコンとの接続が可能で、個人の練習データを収集し分析することも可能なタイプもある。加えて使用者が複数のエルゴを直接またはインターネット経由でパソコンに接続しバーチャルレースや練習をすることのできるソフトウェアもある。

### 動き方
ストレッチャーとハンドルを相対的に近づけたり遠ざけたりする動きをするにあたり、エルゴには3タイプのものがある。
一つ目は、ストレッチャーとホイールは固定され、シートのみがレール上を動くタイプで、これはボート内でのシートの動きに似ており、一般にヘッド固定型エルゴと呼ばれる。
二つ目はシートもストレッチャーもレール上で動くタイプで、これはシートがボート内で動くとともにボートが漕手に対して水上を滑る動きに似ている。このシートとホイールの相対運動は、漕手がボートの自身に対する相対速度が頻繁に変わる中でより安定した速度で動くときの運動に類似している。このタイプはヘッド流動型エルゴと呼ばれる。
三つ目はシートが固定され、ストレッチャーのみが漕手に対し前後するタイプである。
加えて、より完全に水上での漕ぎを再現するためにピボットハンドルや単純な一本のチェーンではない複数のハンドルを組み込んだエルゴもある。そのようなタイプは"ローイングシミュレーター"と呼ばれている。

### ダンパー
ピストン抵抗式モデルはエルゴのハンドルに取り付けられた水圧シリンダーからなる。このタイプのエルゴのハンドルの高さは概して調節が可能であるものの、漕いでいる間はストロークとリターンでたどる軌道を固定するためにハンドルの高さは固定されており、ストロークとリターンでの手の高さの違いを再現することができる他の抵抗式のモデルよりストロークの正確さが劣っている。さらにはこの抵抗式の多くのモデルは、シートの位置が固定されていて水上での漕ぎの根幹を担う足蹴りの力をなくしている。ピストンのコンパクトな大きさと技術的な単純さゆえにこのモデルは他のモデルと比べて一般的に小型で安い。
フライホイールブレーキ抵抗モデルは磁石、空気、水などの抵抗を用いている。これらのタイプのエルゴはいずれも漕手に抵抗を与えるためにハンドルがロープやチェーンなどでつながれているため技術的に似ており、違いは何を用いたブレーキであるかということのみである。ハンドルがロープなどの柔らかい媒体で抵抗の元とつながれているため、手の軌道は垂直方向に自由に動かせ、ストロークとリターンで手の高さの違いを漕手が調節することができる。ほとんどのタイプが水上の競漕ボートと似た典型的なスライドするシートを持っている。
磁力抵抗式モデルは電磁石を用いてフライホイールにブレーキをかけている。この磁石ブレーキシステムは他のブレーキシステムと比べ静かである。抵抗力は調整でき正確に消費エネルギー計測ができる。このモデルの欠点は抵抗力が一定であることで、空気抵抗式と水力抵抗式は実際の漕ぎをより正確に再現しておりハンドルを強く引くほど抵抗力が強くなるが磁力式にはそれがない。このモデルは抵抗源として電磁石を用いているため、効果的な練習を行うのに必要とされる抵抗の強さを実際には出し切れてはいない。
空気抵抗式モデルは抵抗を生み出すためにフライホイールに扇風機の羽のようなひれを取り付けているのが特徴である。ホイールが速く回転するほど空気抵抗が増大する。通気口により空気の流れがそのひれに通るよう調整されており、抵抗力の強弱の調整が可能となっている。失われたエネルギーはホイールの慣性モーメントと回転速度計によるホイールの減速の算出によって正確に計算される。空気抵抗式モデルはスポーツエルゴとして（とくにオフシーズン中や悪天候時）や競漕用として用いられるエルゴの中で最も主流なものである。
水力抵抗は水の入ったタンクの中で回転する水かきから成り、水を引き動かしたときの質量が抵抗力のもととなる。このモデルの利点は空気抵抗や磁力抵抗のモデルと比べより現実的な漕ぎな動作が再現されることであると支持者はしばしば言う。
モーターの付いたエルゴは生産者独自のアルゴリズムを用いて漕手のパフォーマンスを計算し、そのアルゴリズムは用いられている抵抗やその他の要因に影響される。

## 漕ぎ方
エルゴの漕ぎ方は大体水上でのボートの漕ぎ方に従っているものの小さな違いはある。たとえば、オールではなくハンドルを握っているためブレードを水中から出す必要はないので、フィニッシュ時にタップダウンは必要がない。もっとも水上漕手はエルゴでも実際の漕ぎを想定しているためフィニッシュでタップダウンを行うことが多いが、その際に水上で可能な高さ以上に手を引き上げてしまうこともある。
エルゴを漕ぐ際は1つのストロークを完成させるためにキャッチ・ドライブ・フィニッシュ・リカバリーの4つの段階を必要とする。キャッチはストロークのはじめの段階、ドライブは漕手が力を与える段階、フィニッシュはストロークのおわりの段階、リカバリーは次のストロークをはじめるために最初の位置に戻る段階である。これらの段階をトレーニングの時間または距離が満たされるまで繰り返す。

### キャッチ
すねが垂直になる位置まで膝を折り曲げ、背中は前のめりになりすぎないよう注意しながら大まかに太ももと平行にする。腕と肩は前に伸ばしリラックスし、腕は平らにする。

### ドライブ
ドライブではまず、体をキャッチ時の姿勢を保たせた状態にして足を伸ばす。次に足がしっかりと張った状態で漕手は足の運動に加え上体を後ろに運ぶ。足が平らになったら漕手は腕をまっすぐ水平に保ちながらハンドルを胸まで引っ張り持ってくる。

### フィニッシュ
足が伸びきったら肩はやや骨盤の後ろに反らし腕はひじを曲げ手を胸の方に持ってくる。このとき漕手の背中はまだ上向きの姿勢で手首を平らにする。

### リカバリー
リカバリーはゆっくりと前にスライドしストロークのはじめの状態に戻る動作で、それにより漕手は前のストロークから回復する時間を得る。リカバリーの間は動きはドライブと逆の順序をたどる。腕はまっすぐになるように伸ばしきり、胴体は骨盤より前のほうへ動かし、このとき体重をシートの後ろから前へと移動させる。手が膝の上へと来たときに足をストレッチャーの方へ縮める。その後ゆっくりと背中をキャッチ時の状態に戻るように足と平行にする。

## エルゴ競漕大会
2月にアメリカマサチューセッツ州ボストンで開かれるエルゴ競漕世界選手権（CRASH-B Sprintsとしても知られている）や11月にバーミンガムで開かれる全英エルゴ選手権など（これらはいずれもConcept2が使用される）、世界中で数多くのエルゴ競漕大会が開催される。最も主流の競漕は個人2000m部門で、他に1マイル部門（たとえばイーヴシャム大会）や2500m部門(はじめはCRASH-B Sprintsでの規定距離であった)があり、さらには短距離部門（100m-500m）やチームリレー部門なども存在する。抵抗は調整されるものの使われるエルゴは統一される。抵抗調整はエネルギー計測に影響せず、そのため一つのエルゴの結果は抵抗のレベルに依らず他のエルゴの結果と平等に比較することが出来る。
ほとんどの大会は性別、年齢、体重、重量区分に応じて分類される。最速記録は一般的に20代から40代の漕手により達成されるものの、10代や90代以上の老人も多く見られる。エルゴと水上の両方のパフォーマンスの総合評価もしばしば行われ、世界選手権の表彰台はしばしばプロ水上漕手に支配される。前オリンピックシングルスカル金メダリストのペルティ・カーピネンとロブ・ワデル、および五度の金メダル獲得を誇るスティーブ・レドグレイブはみなエルゴの世界タイトルを獲得するか世界記録を保持している。
会場でいっせいに競技が実施される大会とともにインターネットを通して多くのエルゴ競漕参加者がおり、記録の事後提出かコンピューター接続によるレースのいずれかに参加している。オンライン大会はコンセプト2が提供している。

## エルゴ記録サイト
コンセプト２が提供するエルゴ記録サイトに登録(無料)すれば、自己のエルゴ測定結果を記録することができ、種目ごとの順位を確認することもできる。